# Los Demócratas (Israel)
Los Demócratas (en hebreo: הדמוקרטים‎) es un partido político de Israel de corte socialdemocrático, ampliamente progresista y de centro izquierda, formado por la fusión del Partido Laborista israelí y Meretz en julio de 2024. 
Actualmente, está liderado por Yair Golan, quien se desempeñó previamente como líder del Partido Laborista antes de la fusión y anteriormente sirvió como diputado de la Unión Democrática antes de unirse a Meretz.

## Historia

### Fondo
En las elecciones legislativas israelíes de 2022, el partido de izquierda Meretz obtuvo el 3,2% de los votos y no superó, por primera vez, el umbral electoral (3,25%) necesario para optar a escaños en la Knesset, mientras que el Partido Laborista apenas consiguió para aprobar, con el 3,7% de los votos, obteniendo sólo cuatro escaños, su peor desempeño histórico en términos de voto popular. La líder laborista Merav Michaeli fue criticada por haberse negado a firmar un pacto electoral con Meretz, ya que la derrota del partido contribuyó al fracaso del bloque anti-Netanyahu para obtener suficientes escaños para impedir que Benjamin Netanyahu formara gobierno.
Las negociaciones comenzaron entre los laboristas y Meretz después de las elecciones de 2022, con el secretario general del partido Meretz, Tomer Reznik, y el ex parlamentario de Meretz, Michal Rozin, encabezando las negociaciones en nombre de su partido y los parlamentarios laboristas Gilad Kariv y Naama Lazimi a cargo de las negociaciones para los laboristas, con Yair Golan par unirse a las negociaciones más tarde (tras sus acciones el 7 de octubre cuando rescató a varias personas).
Las encuestas realizadas a lo largo de 2023 y 2024, en los meses previos a la elección del liderazgo laborista, sugirieron que en las próximas elecciones legislativas israelíes, los laboristas podrían no superar el umbral y quedar excluidos de la Knesset, mientras que se proyectaba que Meretz superaría el umbral por poco. y ganar cuatro escaños, mientras que las encuestas realizadas en junio antes del acuerdo de fusión proyectaban que si los partidos se presentaran juntos, ganarían más de diez escaños.
Golan lanzó su campaña de liderazgo laborista a principios de marzo de 2024 sobre una plataforma que une a los laboristas, Meretz y otras organizaciones y anunció la formación de Los Demócratas el 18 de marzo de 2024, exponiendo su visión de una alternativa al gobierno de Netanyahu y pidiendo para una elección anticipada de la Knesset. Golan fue elegido líder laborista en una "victoria aplastante" el 28 de mayo de 2024.

### Anuncio de la fusión
El 30 de junio, las dos partes anunciaron conjuntamente que habían acordado una fusión.
Según un comunicado de prensa, la fusión “no es un 'bloque técnico', sino más bien un proceso histórico que produce, finalmente, un partido grande y unido, un partido sionista liberal-democrático que será un hogar político para una gran parte del mundo. la población israelí”. Según el acuerdo de fusión, cada cuatro puestos en la lista electoral del nuevo partido y en los órganos del partido habrá un representante de Meretz y también habrá representación de las fracciones municipales de Meretz. Golan ha dicho que el partido aspira a ser un "hogar amplio para el público democrático liberal en Israel". Golán recibirá dos escaños entre los diez primeros puestos. El acuerdo de representación sólo estará vigente para las próximas elecciones, después de las cuales la lista electoral del partido y los miembros de los órganos representativos serán elegidos mediante primarias del partido. El acuerdo designaba al líder del Partido Laborista, Yair Golan, como líder y presidente del nuevo partido.

### Aprobación de la fusión
Una convención compuesta por delegados tanto del Partido Laborista como de Meretz y también representantes de las protestas por la reforma judicial israelí de 2023 aprobó la fusión el 12 de julio de 2024 en Tel Aviv.
Según el acuerdo, Meretz y el Partido Laborista continúan como entidades corporativas y presupuestarias separadas, y sus facciones en la Histadrut, los consejos municipales y otros organismos fuera de la Knesset no se fusionarán en esta etapa, sino que cooperarán.